# Tuttle (Dakota Północna)
Tuttle – miasto w Stanach Zjednoczonych, w stanie Dakota Północna, w hrabstwie Kidder.